# Fonts de Rubió
Les Fonts de Rubió és una surgència del terme municipal de Monistrol de Calders, al Moianès.
Estan situades a 490 m d'altitud, a la mateixa llera de la riera de Sant Joan, al sud-oest de la masia de Rubió, en un lloc on el riu passa entre roques, que hi porten el cabal d'aigua que surt per les escletxes de la llera del riu.
L'aigua surt tot l'any a la mateixa temperatura, i en èpoques hivernals provoca una lleugera boirina que, juntament amb el borbolleig que s'hi dona, fan de testimoni del lloc on són les Fonts de Rubió.